# Acrolepia autumnitella
Acrolepia autumnitella é uma espécie de insetos lepidópteros, mais especificamente de traças, pertencente à família Glyphipterigidae.
A autoridade científica da espécie é Curtis, tendo sido descrita no ano de 1838.
Trata-se de uma espécie presente no território português.